# 홍려정비

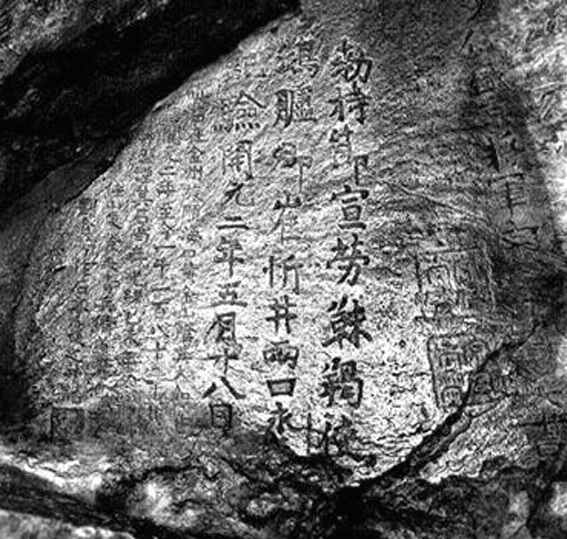
홍려정비

홍려정비(鴻臚井碑)는 선천(先天) 2년/개원(開元) 원년(713년) 진국왕 대조영을 발해군왕(渤海郡王)으로 책봉하기 위해 당에서 파견되었던 대홍려(大鴻臚) 최흔(崔忻)이 지금의 중국 랴오닝 성 뤼순에 우물을 파면서 그 우물 옆에 세웠던 기념비이다. 최흔석각(崔忻石刻)이라고도 불린다.
비석의 높이는 정면 가로 3m, 두께 2m(지표에 나와 있는 높이 1.8m)에 무게 90t, 재질은 규암질 천연석이다.

## 내용
고구려가 멸망하고 30년이 지난 무주(武周) 성력(聖曆) 원년(698년) 영주(榮州)의 옛 고구려 유민이자 고구려 무장 출신이었던 대조영은 거란의 이진충이 무주 조정에 대해 일으킨 반란을 진압하는 와중에 고구려 유민과 속말말갈 부락을 이끌고 동쪽으로 달아나 동모산을 차지하고 진국(震國)을 선포했다. 한편 신룡(神龍) 원년(705년) 측천무후의 퇴위로 당 중종이 복위하면서 당 왕조가 복벽되자 진국에 시어사(侍御史) 장행급을 보내 화친을 청했고, 진국에서도 이에 대한 화답으로 대조영의 아들을 당에 보냈다. 당 현종이 즉위하고 선천 2년(713년) 당은 대홍려 최흔을 보내 대조영을 좌효위원외대장군(左驍衛員外大將軍) 발해군왕(渤海郡王) 홀한주도독(忽汗州都督)으로 책봉하였다. 이로써 양국간에 국교가 수립되었다.
홍려정비는 당시 발해에 왔다가 귀국하던 최흔이 귀국하는 길에 새긴 것으로 추정된다. 비석의 모양은 타원추형(楕圓錐形)에 명문은 모두 3행 29자이며, 내용은 다음과 같다.
(판독문)勅持節宣労靺羯（鞨）使
鴻臚卿崔忻井両口永為
記験開元二年五月十八日

(해석)칙지절(勅持節), 선로말갈사(宣勞靺羯使)
홍려경(鴻臚卿) 최흔(崔忻)은 우물 두 개를 파서 영원히
증거로 남기고자 한다. (당) 개원(開元) 2년(714년) 5월 18일.

비석에서는 발해(당시에는 진국)의 왕을 책봉하기 위해 보냈던 사절 최흔을 「말갈사」(靺鞨使)로 부르고 있는데, 중국 학계에서는 당에서 대조영을 발해군왕으로 책봉하고 이 사실을 기록하기 위해 홍려정비가 세워졌고, 당에서는 발해를 「고구려」가 아니라 「말갈」로 인식하고 있었으며, 713년을 계기로 당과 발해 사이에 군신관계가 맺어진 사실을 입증하는 결정적인 유물 자료로 보고 있다.
이에 한국의 사학자 임상선은 《홍려정비》에서 발해를 말갈이라고 부르고 있는 것과 달리 발해는 개창 초기, 당으로부터 발해군왕으로 책봉받기 이전부터 스스로 국호를 진국(震國 혹은 振國으로 표기)이라고 칭하고 있었다는 것이 《구당서》, 《신당서》 및 《책부원귀》에 언급되어 있기에 《홍려정비》에서의 말갈 표현은 중국측의 일방적이고 왜곡된 관점이라고 할 수 있으며, 발해 주민의 대다수가 말갈인이기는 했지만 발해를 세운 대조영은 고구려 유민이고 발해의 개창에 고구려 유민도 상당수 참여했음에도 중국에서 이들의 존재를 빼버리고 말갈만을 부각시키고 있는 것은 편향된 역사해석이며, 최흔이 사신으로 와서 대조영을 발해군왕으로 책봉한 뒤에도 발해는 독자적인 연호나, 전왕에 대한 시호, 황제 칭호 등을 사용했음을 당에서도 알고 있었고 심지어 무왕 때에는 당 황제의 잘못을 질책하고, 심지어 당의 본토를 공격하기까지 했다는 점에서 발해는 중국 학계의 주장대로 당의 일개 지방정권이 아니라 주권을 가진 엄연한 독립국가였음을 알 수 있다고, 《홍려정비》만을 가지고 발해가 당의 지방정권이고 말갈의 나라였다고 보는 것은 비약이자 편향이라고 비판하였다.
한편 비석이 세워진 곳이 요동 반도 끝자락에 위치한 뤼순이라는 점에서 발해 5도(道)의 하나였던 압록조공도(鴨綠朝貢道)가 요동 반도로 이어져 있었음을 알 수 있다.

## 홍려정비 실물의 일본 반출
비석은 지금의 중국 랴오닝성(遼寧省) 다롄시(大連市) 뤼순 구의 황금산에 있었던 것으로 알려져 있으나, 1908년 러일전쟁 당시 뤼순 항에 진주했던 일본 해군은 이 홍려정비를 발견하고 전리품으로써 몰수하고 1911년에 비석이 있던 자리에 일본 해군의 공로비(功労碑)를 세웠다.
1999년에 일본의 사학자 사카요리 마사시(酒寄雅志)가 비석에 관한 논문을 발표하였는데, 사카요리는 논문에서 「발해라는 나라가 존재했던 당시의 모습을 떠올릴 수 있는 중요한 유물이다. 고쿄 깊숙한 곳에만 넣어둘 것이 아니라 우선은 개방하고 공개해야 한다」는 의견을 제시했다. 이때 처음으로 홍려정비의 존재와 비석이 일본 궁내청에 소장되어 있음이 알려지게 되었다. 2015년 「중국민간대일배상청구연합회」(中国民間対日賠償請求連合会)의 왕진쓰(王錦思) 등이 일본 도쿄의 고쿄(皇居)를 방문했을 때 경비원에게 궁내청 앞으로 「106년전에 일본이 약탈해간 중국의 문화재 『홍려정비』의 반환을 요구」한다는 내용의 서한을 전달하였다. 2015년 7월 「중국민간대일배상청구연합회」는 다시 베이징(北京)의 일본대사관에 홍려정비의 반환을 요구하였으나, 일본 정부는 이에 대응하지 않았고, 해당 단체는 다시 궁내청을 상대로 홍려정비의 반환과 정신적 고통에 대한 위자료 280억 엔의 배상을 요구하는 소송을 베이징 고등재판소에 제기하였다.